# Zikmund I. z Pernštejna
Zikmund I. z Pernštejna (německy Sigmund von Pernstein, mezi 1430 a 1435 – patrně 1473) byl moravský šlechtic, válečník a politik, příslušník moravského rodu pánů z Pernštejna. Byl příznivcem českého krále Jiřího z Poděbrad, závěr života pak strávil v zajetí vzdorokrále Matyáše Korvína.

## Život

### Mládí
Byl patrně nejstarším synem Jana II. z Pernštejna a jeho první manželky Barbory z Valdštejna. Ta před rokem 1435 zemřela a Jan se následně oženil s Bohunkou z Lomnice, se kterou počali další potomky. Stejně jako jeho otec a nevlastní mladší bratr Vilém podporoval Zikmund českého krále Jiřího z Poděbrad.

### Česko-uherské války
Od mládí se s Vilémem II. účastnil bojů česko-uherských válek na straně krále Jiřího proti uherskému králi Matyáši Korvínovi, který se snažil získat českou korunu. Kolem poloviny 60. let 14. století na něj jeho otec převedl hrad Zubštejn a přilehlé panství. V roce 1467 se dostal do zajetí krále Matyáše. Spolu s dalším zajatým, Janem z Košumberka, byli odvedeni do Brna a zde byli drženi. Kdy byl propuštěn, není známo. Jeho dcera Dorota se však narodila až v roce 1470, což naznačuje, že byl propuštěn nejpozději v roce 1469.
Počátkem roku 1470 byl znovu zajat, tentokrát Zdeňkem Konopišťským ze Šternberka, vůdcem Zelenohorské jednoty, když pobýval ve svém sídle na hradě v Polné. Otec Jan a bratr Vilém se snažili dosáhnout Zikmundova propuštění, neuspěli však ani po smrti Jiřího z Poděbrad v roce 1471. Politicky následně podporovali nově zvoleného českého a posléze i uherského krále Vladislava Jagellonského, který v letech 1471 a 1472 udělil určitá práva pro ženský klášter v Oslavanech a konvent Porta coeli v Tišnově, ležící na pernštejnských panstvích. Následně poskytli peníze na Zikmundovo propuštění. Matyáš Korvín však požadoval, aby Zikmund v konfliktu přestoupil na jeho stranu a pravděpodobně také, aby konvertoval ke katolicismu. Korvínův rádce, pozdější moravský biskup Jan Filipec, se zavázal vyjednat Zikmundovo propuštění. Dne 14. listopadu 1472 podepsal Vilém II. z Pernštejna v Šoproni smlouvu, ve které stvdil Korvínovu podporu a podle níž měl být Zikmund propuštěn nejpozději 2. února 1473.

### Úmrtí
Zikmundovo zdraví bylo však pravděpodobně podlomeno zajetím a ze znovu nabyté svobody se dlouho netěšil. Zemřel nejspíše ještě v roce 1473, ve věku asi 35 let.
Vdova Eliška z Boskovic získala jako vdovské sídlo hrad Zubštejn a nadále zde žila se svými malými dcerami. Již v roce 1473 se znovu provdala za Linharta z Guttenštejna a Zubštejn připadl jejímu prvnímu tchánovi Janu II. z Pernštejna.

### Rodina
Zikmund z Pernštejna byl dvakrát ženatý. Jeho první manželka se jmenovala Eliška; o jejím pozadí není nic známo. S ní měl dceru Bohunku (zemřela po roce 1478). V roce 1437 oženil se svou druhou manželkou, Eliškou z Boskovic. S ní měl další tři dcery:
- Kunka (okolo 1464 – po 1481), v lednu 1480 provdána za Jana Bočka Suchého Čerta z Kunštátu a Jevišovic, syna Jana III. Suchého Čerta z Kunštátu a Jevišovic
- Dorota (asi 1470 – před 1488), provdána před rokem 1488 za Ctibora z Landštejna
- Machna (Markéta, okolo 1472 – mezi 1515 a 1520), provdána roku 1488 za Petra staršího ze Žerotína a Šumperka († 1530)